# Johan Polet
Johan Polet (Amsterdam, 17 augustus 1894 – aldaar, 11 februari 1971) was een Nederlandse beeldhouwer. In zijn tijd een belangrijke exponent van het opkomende expressionisme binnen de Nederlandse beeldhouwkunst en tijdgenoot van Hildo Krop en John Rädecker. Een bekend beeld van zijn hand is dat van Ferdinand Domela Nieuwenhuis in Amsterdam. Zijn blazoen werd besmet toen hij zich in de Tweede Wereldoorlog bezondigde aan 'cultuurpolitieke collaboratie'; hij werd geen lid van de NSB of soortgelijke organisaties, maar was wel actief in de Kultuurraad.

## Leven en werk
Johan Polet werd geboren als een zoon van steenhouwer Dirk Polet. Hij leerde het vak verder in de werkplaats van de Quellinusschool en later de Kunstnijverheidsschool, beide in Amsterdam. Op de Rijksakademie in Amsterdam werd hij tot tweemaal toe geweigerd. 
In 1919 volgde hij Hildo Krop op als docent beeldhouwkunst aan de Haarlemse School voor Kunstnijverheid. Dit bleef hij tot 1926, toen de afdeling weer werd opgeheven. Hij bracht een vernieuwende manier van beeldhouwen het klaslokaal binnen. In plaats van modelleren met klei en gipsmodellen, liet hij zijn leerlingen direct uit het steen hakken (en taille directe). Deze manier van werken gebruikte hij ook bij een van zijn eerste grote opdrachten. In 1921 kreeg hij de opdracht van architect Cornelis Jouke Blaauw om het Laboratorium voor Microbiologie van de Landbouwhogeschool in Wageningen te voorzien van beeldhouwwerk. "Ideaal, zoo ter plaatse in den muur, zonder voorbeeld of model met 't daarin vastgemetselde ruwe brok bruten steen voor je en dan begin ik maar te kluiven!"De maskers aan dit gebouw verraden duidelijk de invloed die exotische kunst én de opkomende minimalistische stroming uit Frankrijk van onder meer Constantin Brâncuși op dat moment op het werk van Polet uitoefenden. Later zou zijn werk toch meer richting de klassieke beeldtaal gaan en komen er meer natuurlijke elementen terug.
Het Schip van Blaauw zou de eerste opdracht zijn in een lange reeks. Zo maakte hij samen met zijn tijdgenoten beeldhouwwerk voor de Bijenkorf in Den Haag van architect Piet Kramer. Daarnaast creëerde hij het beeld van Hugo de Groot voor het bordes van de Hoge Raad der Nederlanden van de architect Gustaaf Cornelis Bremer, eveneens in Den Haag. Andere beeldhouwers maakten de andere vijf (De beelden stonden, na het verdwijnen van dit gebouw, enkele jaren in de Kazernestraat en nu bij de nieuwbouw van de Raad aan het Korte Voorhout). Een ander Gesamtkunstwerk was de aankleding van het cruiseschip Nieuw Amsterdam, waarvoor hij vier consoles ontwierp.
Polets bekendste werk is wel het Standbeeld van Domela Nieuwenhuis in Amsterdam uit 1931. In eerste instantie had Polet alleen een beeld van Prometheus willen maken als symbool van Ferdinand Domela Nieuwenhuis. Prometheus bracht het vuur naar de mensen. Maar dit werd afgekeurd. In tweede instantie had hij Prometheus naast Domela Nieuwenhuis geplaatst maar ook dit werd niet gewaardeerd. Nu staat Domela Nieuwenhuis, met gebalde vuist, op een sokkel waarin in reliëf alsnog Prometheus is afgebeeld. De broer van Domela Nieuwenhuis kon het beeld niet echt waarderen, zo blijkt uit een brief waarin hij schrijft dat zijn broer "een dergelijk werkmansjasje nóóit droeg’, ‘.. en dan die voor hem ondenkbare strijdhouding .."
Voor het tijdschrift Wendingen ontwierp hij ook nog enkele omslagen in 1923 en 1927.
Voor het Hervormd Lyceum Zuid in Amsterdam-Zuid maakte hij een beeltenis van Willem van Oranje (1934-1935).
De oorlog maakte een einde aan de waardering voor Polet. Hij werd lid van de Nederlandsche Kultuurraad, en sloot zich ook aan bij de Nederlandsche Kultuurkamer, een instelling van de Duitse bezetter waarbij iedereen die het vak van kunstenaar, schrijver, muzikant of podiumartiest wilde uitoefenen, zich diende aan te melden. Hij overwoog zelfs naar Duitsland te emigreren om opdrachten te verwerven. Ateliergenoot en verzetsstrijder Gerrit van der Veen bekritiseerde en bespotte hem hierom. Hij zou nog blijven beeldhouwen tot enkele jaren voor zijn dood in 1971.

## Fotogalerij

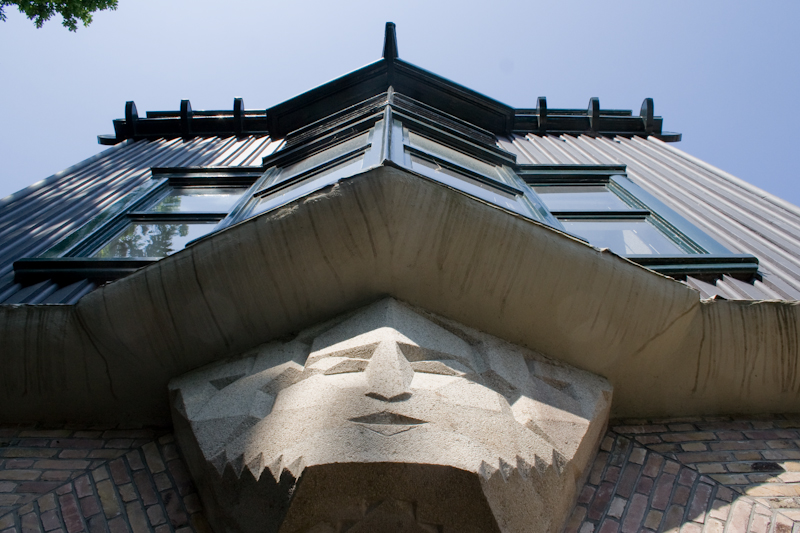
De bezinning (1921), Lab. Microbiologie Wageningen
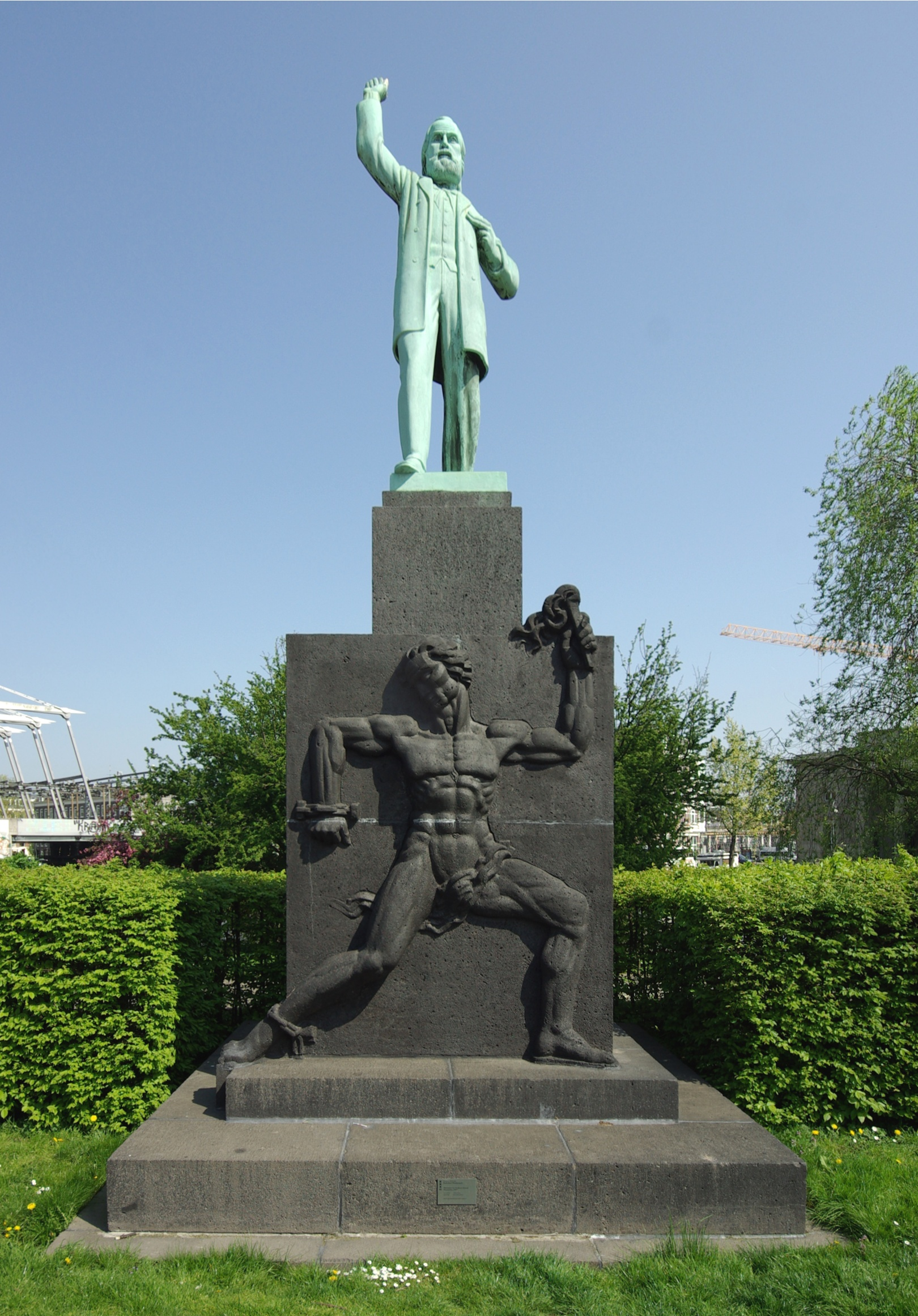
Ferdinand Domela Nieuwenhuis (1931), Amsterdam
Beeldhouwer Polet vervaardigt buste van Henri Deterding
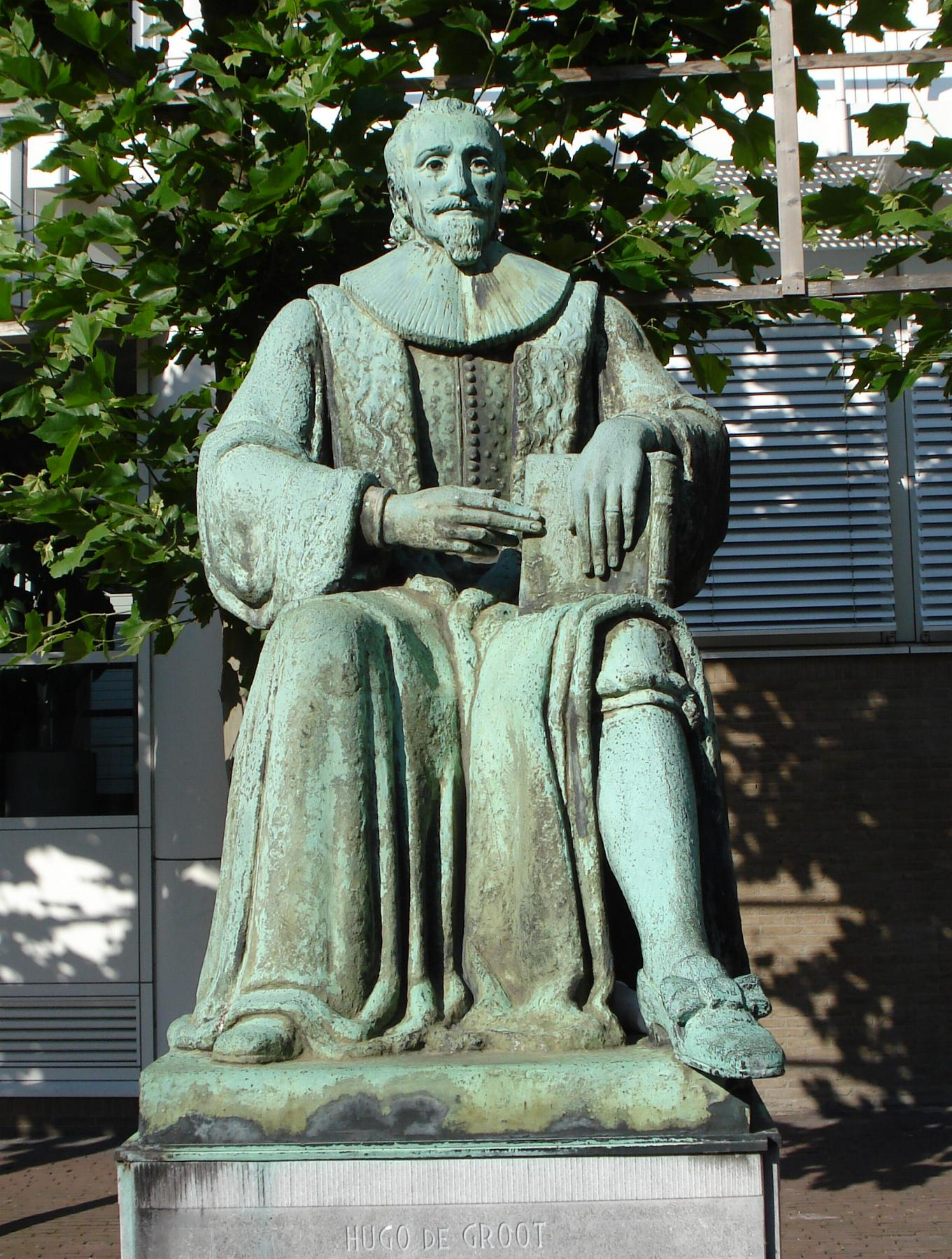
Hugo de Groot (1938), Den Haag
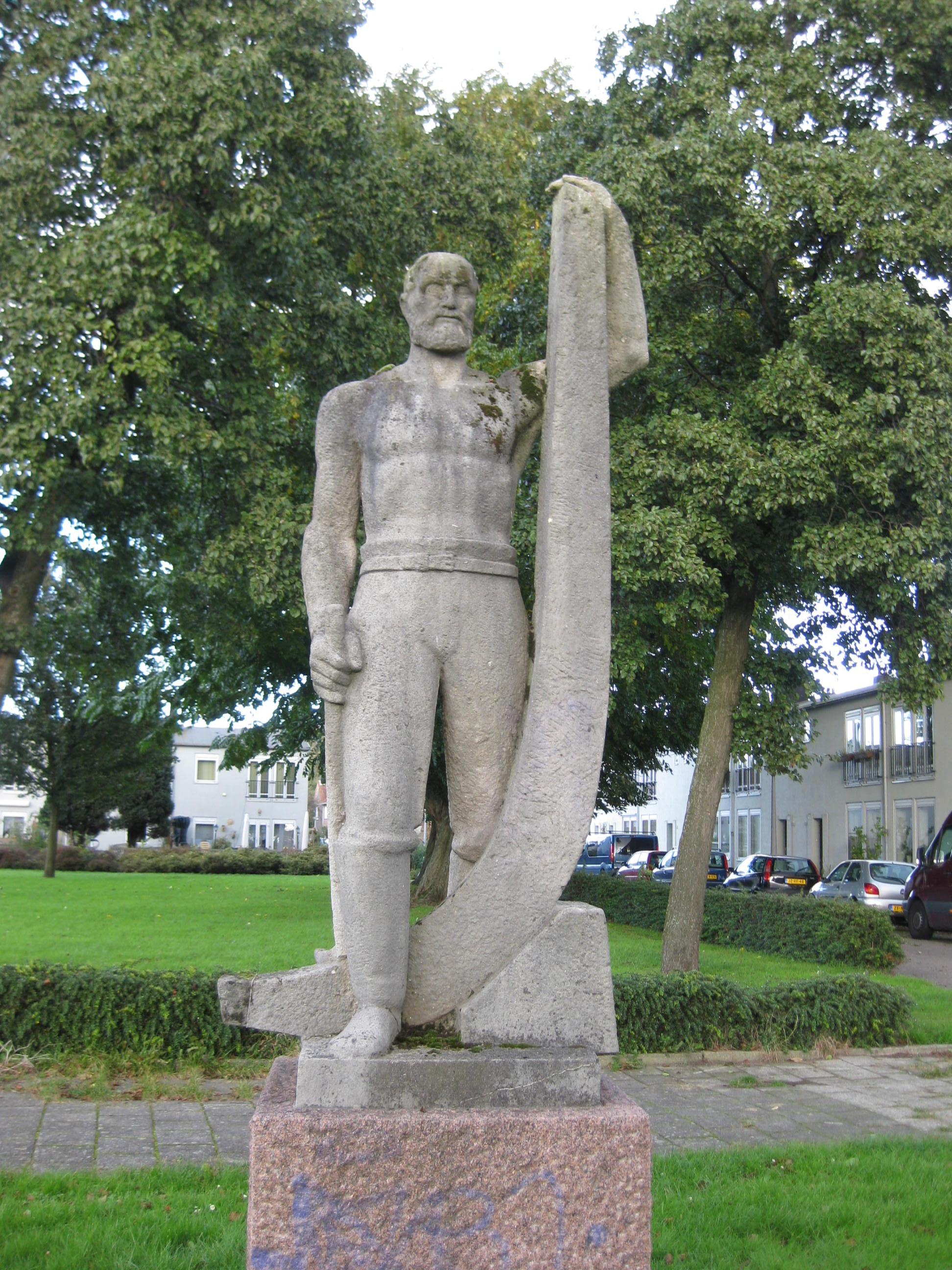
De scheepstimmerman (1960), Amsterdam